# Armée de terre indonésienne
La Tentara Nasional Indonesia Angkatan Darat (« armée nationale indonésienne force terrestre ») est l'armée de terre de la république d'Indonésie. Les effectifs sont de 300 400 hommes en 2022. L'armée reste le service dominant parmi les forces armées du pays et est déployé opérationnellement pour la contre-insurrection en Papouasie occidentale et dans un rôle antiterroriste dans le centre de Sulawesi.
L'armée de terre indonésienne comporte deux types de structures de commandement :
- Une structure de commandement territoriaux, les Komando Daerah Militer ("commandements de région militaire") ou « Kodam », au nombre de 15, couvrant chacun une ou plusieurs provinces,
- Des commandements opérationnels :
  - Le Komando Cadangan Strategis Angkatan Darat (« commandement des réserves stratégiques de l'armée de terre ») ou « Kostrad »,
  - Le Komando Pasukan Khusus (« commandement des troupes spéciales ») ou « Kopassus ».

## Les commandements territoriaux
Le territoire indonésien est divisé en 15 Kodam. 13 d'entre eux hébergent une brigade d'infanterie (sauf Tanjungpura pour Kalimantan, en raison de l'étendue du territoire). Les autres Kodam disposent de bataillons indépendants :

Les commandements territoriaux indonésien à partir de 2021

1. Kodam Iskandar Muda : Aceh, créé par séparation du Kodam I/Bukit Barisan (25e brigade);
2. Kodam I/Bukit Barisan : Sumatra du Nord, Sumatra occidental, Riau, Îles Riau (qui abrite notamment la 7e brigade d'infanterie);
3. Kodam II/Sriwijaya : Jambi, Bengkulu, îles Bangka Belitung, Sumatra du Sud, Lampung;
4. Kodam Jayakarta : Jakarta (1re brigade);
5. Kodam III/Siliwangi : Java occidental, Banten (15e brigade);
6. Kodam IV/Diponegoro : Java central, Yogyakarta (4e brigade);
7. Kodam V/Brawijaya : Java oriental (16e brigade);
8. Kodam VI/Mulawarman : Kalimantan du Sud, Kalimantan oriental et Kalimantan du Nord (24e brigades);
9. Kodam XII/Tanjungpura : Kalimantan occidental et Kalimantan central (19e brigade);
10. Kodam XIII/Merdeka: Sulawesi central, Sulawesi du Nord et Gorontalo (22e brigade);
11. Kodam XIV/Hasanuddin: Sulawesi occidental, Sulawesi du Sud et Sulawesi du Sud-Est (11e brigade);
12. Kodam XV/Pattimura : Moluques, Moluques du Nord (27e brigade);
13. Kodam XVI/Udayana : Bali, petites îles de la Sonde occidentales, petites îles de la Sonde orientales (ainsi que Timor oriental jusqu'en 1999, 21e brigade);
14. Kodam XVII/Cenderawasih : Papouasie (20e brigade);
15. Kodam XVIII/Kasuari : Papouasie occidentale.

Les Kodam sont divisés en Komando Resor Militer (« commandements de zone militaire ») ou « Korem », chacun accueillant un ou plusieurs bataillons d'infanterie, parfois un bataillon de cavalerie, d'artillerie ou du génie.
Les Korem sont divisés en Komando Distrik Militer (« commandements de district militaire ») ou Kodim.
Les Kodim sont divisés en Komando Rayon Militer (« commandements de rayon militaire ») ou Koramil.
Les Koramil coiffent les bintara pembina desa (« sous-officiers d'orientation de village ») ou babinsa postés dans les villages (desa) qu'ils couvrent.
Depuis la fin du régime Soeharto, les babinsa ne jouent plus vraiment de rôle dans le fonctionnement des villages.

## Les commandements opérationnels

### LeKostrad(id)

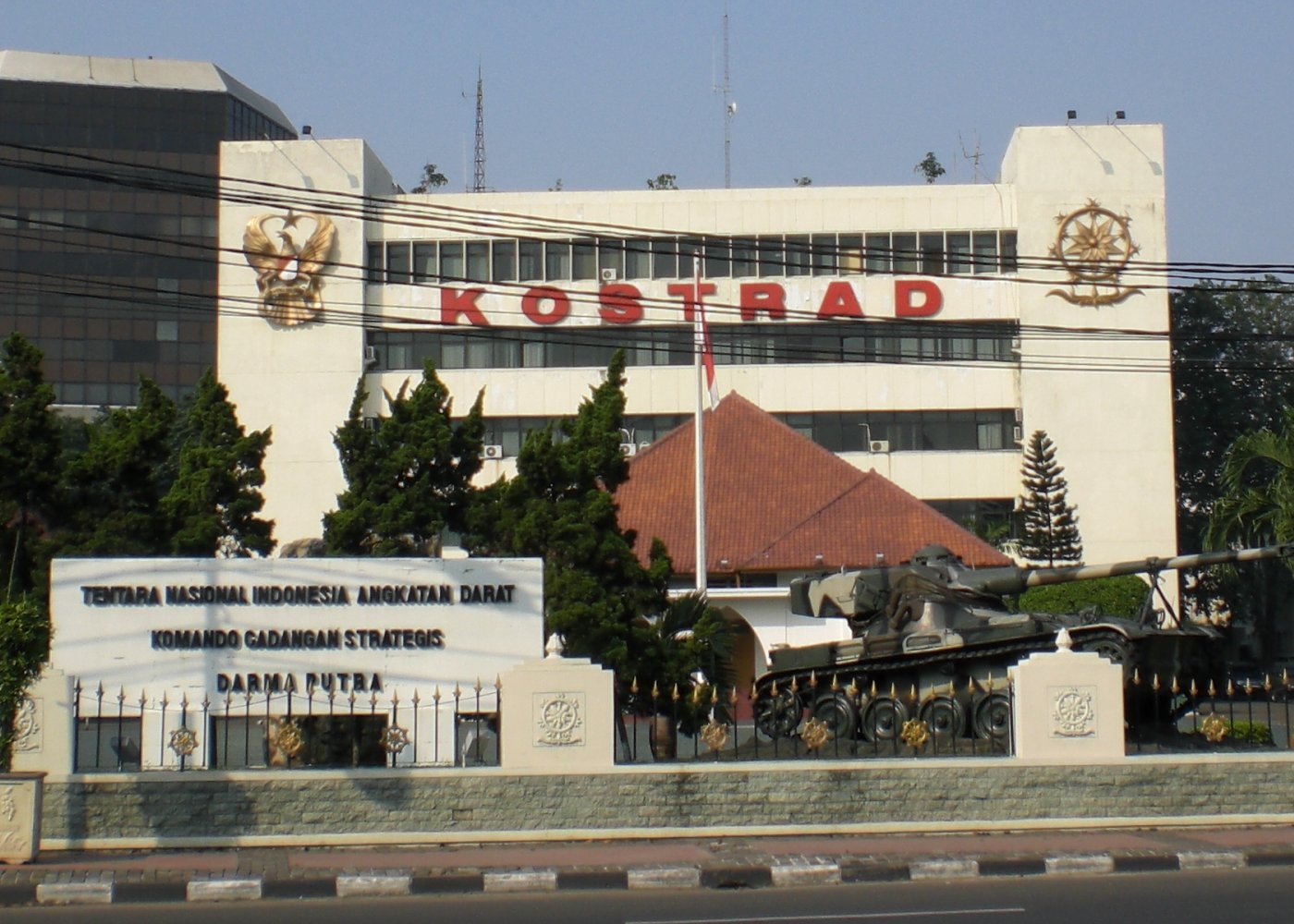
Le quartier général du Kostrad à Jakarta

Fort de 35 000 hommes, ce corps est composé de 3 divisions :
- 1re division (id), basée à Bogor (Java Ouest) : 13e brigade d'infanterie, 17e brigade d'infanterie aéroportée, 1 régiment d'artillerie de campagne, 1 bataillon de cavalerie, 1 bataillon de défense anti-aérienne et 1 bataillon du génie;
- 2e division (id), basée à Malang (Java Est) : 6e et 9e brigades d'infanterie, 18e brigade aéroportée, 1 régiment d'artillerie de campagne, 1 bataillon de cavalerie, 1 bataillon de défense anti-aérienne et 1 bataillon du génie;
- 3e division, basée à Gowa (Sulawesi du Sud) : en cours de formation autour d'une 22e brigade d'infanterie (id) créée fin 2009 à partir d'éléments des 1re et 2e divisions. La formation de cette 3e division devrait être achevée en 2014.

Le Kostrad possède en outre une 3e brigade aéroportée (id) indépendante, composée d'anciens éléments du Kopassus et basée à Makassar (sud de Célèbes).
Au moment du « Mouvement du 30 septembre 1965 », qui avait servi de prétexte à la dissolution du Parti communiste indonésien, suivi du massacre de 500 000 à un million de personnes, le commandant du Kostrad était le major-général Soeharto.
Lors des émeutes de Jakarta de mai 1998, le commandant était le lieutenant général Prabowo Subianto, son gendre.

### LeKopassus
Fort de 5 530 hommes, ce corps se divise en 5 groupes dont chacun à un statut équivalent à la brigade :
- Groupe 1 basé à Serang (ouest de Java);
- Groupe 2 basé à Kartasura (Java central);
- Groupe 3 basé à Jakarta;
- Unité anti-terroriste 81 basée à Jakarta;
- Centre de formation basé à Batujajar (Java Ouest).

Le Kopassus, qui s'appelait alors RPKAD (Resimen Pasukan Komando Angkatan Darat, « régiment des troupes de commando de l'armée de terre ») et était commandé par le colonel Sarwo Edhie, a joué un rôle clé dans les massacres de 1965-1966.
Le Kopassus est également lié à des violations des droits de l'homme et des « disparitions ». Dans les derniers mois du régime Soeharto, 23 militants ont été ainsi enlevés. 9 ont été relâchés, un a été trouvé mort et 13 sont portés disparus. À l'époque, le commandant du corps était le général Prabowo Subianto.

### Aviation légère
Le Pusat Penerbangan Angkatan Darat (« centre de l'aviation de l'armée de terre ») ou Puspenerbad est l'aviation légère de l'armée de terre indonésienne.

## Unités militaires
Les unités de l'armée de terre indonésienne sont celles des armées européennes. De la plus petite à la plus grande, on trouve, pour l'infanterie :
- L’équipe (regu), avec un effectif d’environ 20 hommes, commandée par un sergent ou un caporal-chef ;
- Le peloton, formé de 2 à 4 regu, avec un effectif de 30  à   50 hommes, commandée par un lieutenant ;
- La compagnie, formée de 3 ou 4 pelotons, avec un effectif de 100  à   250 hommes, commandée par un capitaine ;
- Le bataillon, formé de 2 à 6 compagnies, avec un effectif de 700  à   1 000 hommes, commandée par un lieutenant-colonel.

Le bataillon est l'unité de base de l'armée de terre indonésienne. Celle-ci comporte ainsi :
- 108 bataillons d'infanterie;
- 13 bataillons de cavalerie;
- 18 bataillons d'artillerie de campagne;
- 10 bataillons de défense anti-aérienne;
- 13 bataillons du génie.

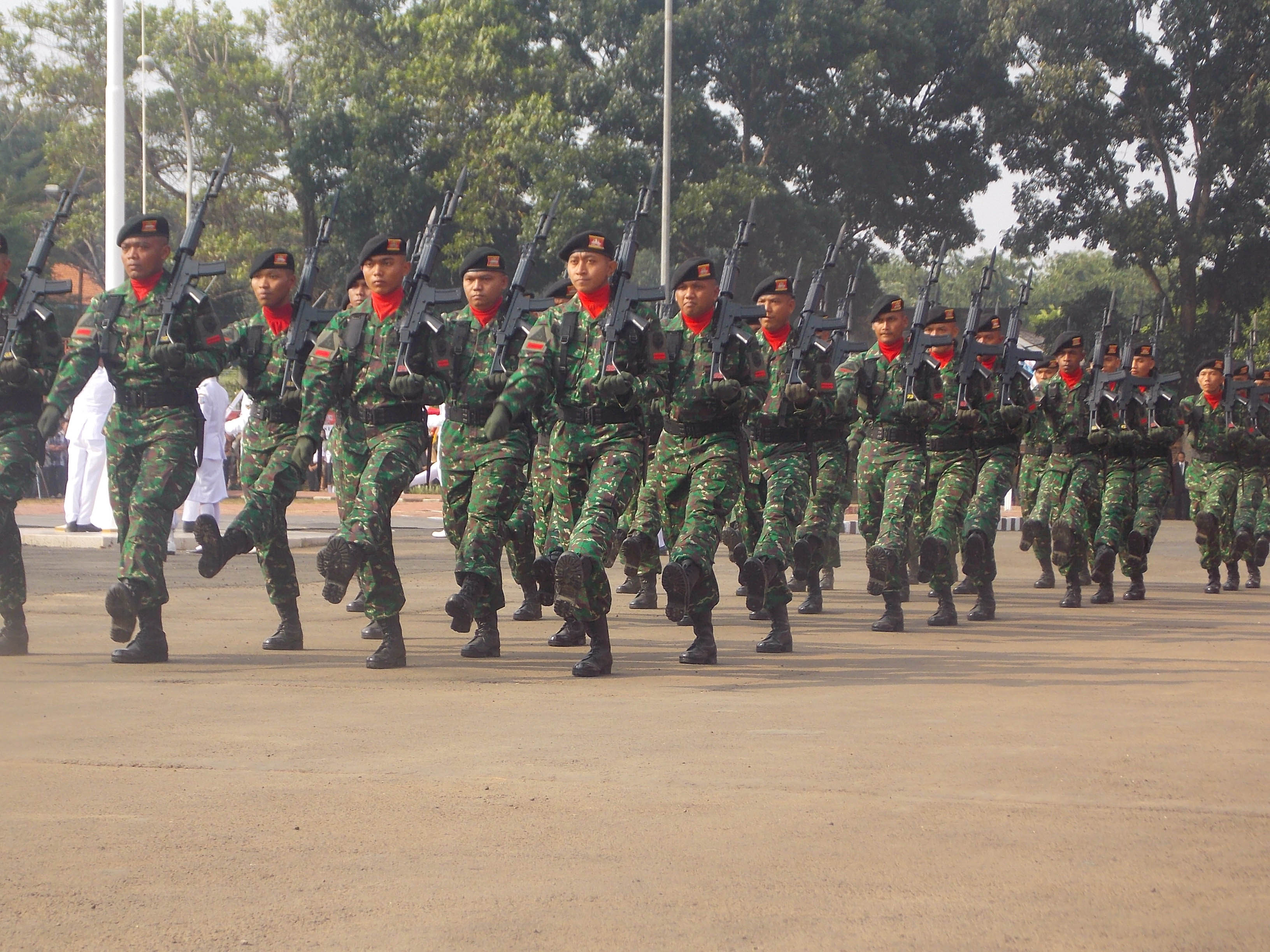
Soldats de armée de terre indonésienne

L'artillerie, la cavalerie et le génie ont les mêmes unités.
Les bataillons peuvent être directement rattachés à une unité territoriale, elle-même subdivision d'un « commandement de région militaire » ou Kodam.
3 bataillons peuvent également être regroupés pour former :
- Un régiment, dans l’artillerie, la cavalerie ou le génie ;
- Une brigade, dans l’infanterie, avec un effectif allant de 3 000  à   5 000 hommes.

Le régiment comme la brigade sont commandés par un colonel.
Dans le Kopassus (forces spéciales), 2 bataillons forment un groupe, commandé par un colonel.
Dans le Kostrad (réserves stratégiques), plusieurs brigades ou régiments sont regroupés en une division.

## Équipements lourds
Sauf indication contraire les chiffres sont de 2024.
| Type                                    | Modèle               | Origine          | Quantité       | Remarques                                                           | Photos         |
| Char de combat                          | Char de combat       | Char de combat   | Char de combat | Char de combat                                                      | Char de combat |
| --------------------------------------- | -------------------- | ---------------- | -------------- | ------------------------------------------------------------------- | -------------- |
| Char de combat principal                | Leopard 2A4          | Allemagne        | 42             |                                                                     |                |
| Char de combat principal                | Leopard 2RI          | Allemagne        | 61             | mise à niveau, blindage AMAP, systèmes de contrôle de tir améliorés |                |
| Char léger                              | AMX-13               | France           | 275            |                                                                     |                |
| Char léger                              | PT-76                | Union soviétique | 15             |                                                                     |                |
| Char léger                              | FV101 Scorpion-90    | Royaume-Uni      | 60             |                                                                     |                |
| Véhicule blindé                         |                      |                  |                |                                                                     |                |
| Véhicule d'appui-feu                    | Pindad Badak (en)    | Indonésie        | 7              |                                                                     |                |
| Véhicule de combat d'infanterie         | Black Fox            | Corée du Sud     | 22             |                                                                     |                |
| Véhicule de combat d'infanterie         | Marder 1A3           | Allemagne        | 42             |                                                                     |                |
| Véhicule blindé de transport de troupes | AMX-VCI              | France           | 75             |                                                                     |                |
| Véhicule blindé de transport de troupes | BTR-50PK             | Union soviétique | 34             |                                                                     |                |
| Véhicule blindé de transport de troupes | FV4333               | Royaume-Uni      | 15             |                                                                     |                |
| Véhicule blindé de transport de troupes | M113A1-B             | États-Unis       | 143            |                                                                     |                |
| Véhicule blindé de transport de troupes | Anoa (en)            | Indonésie        | 376            |                                                                     |                |
| Véhicule blindé de transport de troupes | Barracuda (en)       | Allemagne        | Inconnu        |                                                                     |                |
| Véhicule blindé de transport de troupes | BTR-40               | Union soviétique | 40             |                                                                     |                |
| Véhicule blindé de transport de troupes | FV603 Saracen (en)   | Royaume-Uni      | 45             |                                                                     |                |
| Véhicule blindé de transport de troupes | LAV-150 Commando     | États-Unis       | 100            |                                                                     |                |
| Véhicule blindé de transport de troupes | VAB-VTT              | France           | 32             |                                                                     |                |
| Véhicule de reconnaissance              | Daimler Ferret       | Royaume-Uni      | 55             |                                                                     |                |
| Véhicule de reconnaissance              | Saladin (en)         | Royaume-Uni      | 69             |                                                                     |                |
| Véhicule de reconnaissance              | VBL                  | France           | 18             |                                                                     |                |
| véhicule utilitaire blindé              | APR-1V (en)          | Indonésie        | 14             |                                                                     |                |
| véhicule utilitaire blindé              | Bushmaster           | Australie        | 18             |                                                                     |                |
| véhicule utilitaire blindé              | Commando ranger (en) | États-Unis       | 22             |                                                                     |                |
| véhicule utilitaire blindé              | Pindad Komodo (en)   | Indonésie        | N/C            |                                                                     |                |

| Type                     | Modèle         | Origine      | Quantité       | Remarques       | Photos |
| ------------------------ | -------------- | ------------ | -------------- | --------------- | ------ |
| Canon automoteur         | AMX Mk 61 (en) | France       | 20             | 105 mm          |        |
| Canon automoteur         | CAESAR         | France       | 54             | 155 mm          |        |
| Canon automoteur         | M109A4         | États-Unis   | 18             | 155 mm          |        |
| Canon tracté             | KH178 (en)     | Corée du Sud | Nombre inconnu | 105 mm          |        |
| Canon tracté             | M101           | États-Unis   | 60             | 105 mm          |        |
| Canon tracté             | M-56 (en)      | Yougoslavie  | 50             | 105 mm          |        |
| Canon tracté             | KH179 (en)     | Corée du Sud | 18             | 155 mm          |        |
| Canon tracté             | FH-88 (en)     | Singapour    | 5              | 155 mm          |        |
| Lance roquettes multiple | ASTROS II Mk6  | Brésil       | 63             | 127 mm - 450 mm |        |
| Mortier                  | MO 120 RT      | France       | 75             | 120 mm          |        |
| Mortier                  | UBM 52 (en)    | Serbie       | 80             | 120 mm          |        |
| Mortier                  | N/C            | N/C          | 800            | 81 mm           |        |

| Type                              | Modèle              | Origine                   | Quantité | Remarques              | Photos |
| --------------------------------- | ------------------- | ------------------------- | -------- | ---------------------- | ------ |
| Hélicoptère d'attaque             | AH-64E Apache       | États-Unis                | 8        |                        |        |
| Hélicoptère d'attaque             | Mi-35P              | Union soviétique - Russie | 6        |                        |        |
| Hélicoptère utilitaire polyvalent | H125M Fennec        | Union européenne          | 12       |                        |        |
| Hélicoptère utilitaire polyvalent | Bell 412            | États-Unis                | 23       |                        |        |
| Hélicoptère utilitaire polyvalent | Mi-17V-5 Hip H      | Union soviétique - Russie | 16       |                        |        |
| Hélicoptère léger                 | Bell 205A           | États-Unis                | 7        |                        |        |
| Hélicoptère léger                 | Bo-105              | Union européenne          | 20       |                        |        |
| Hélicoptère léger                 | H120 Colibri        | Union européenne          | 2        |                        |        |
| Hélicoptère léger                 | Huges 300C (en)     | États-Unis                | 19       |                        |        |
| Avion de transport                | BN-2A Islander      | Royaume-Uni               | 1        |                        |        |
| Avion de transport                | C-212               | Espagne - Indonésie       | 6        | Construit sous licence |        |
| Avion de transport                | Turbo Commander 680 | États-Unis                | 2        |                        |        |

| Type                               | Modèle      | Origine          | Quantité       | Remarques                        | Photos |
| ---------------------------------- | ----------- | ---------------- | -------------- | -------------------------------- | ------ |
| Missile sol-air très courte portée | Kobra       | Pologne          | 2              |                                  |        |
| Missile sol-air très courte portée | Rapier      | Royaume-Uni      | 51             |                                  |        |
| MANPADS                            | RBS-70      | Suède            | 42             |                                  |        |
| MANPADS                            | Starstreak  | Royaume-Uni      | N/C            |                                  |        |
| MANPADS                            | TD-2000B    | Chine            | N/C            |                                  |        |
| MANPADS                            | QW-3        | Chine            | N/C            |                                  |        |
| Canon antiaérien                   | Rh-202 (en) | Allemagne        | 121            | 20 mm                            |        |
| Canon antiaérien                   | Giant Bow   | Chine            | Nombre inconnu | 23 mm Copie chinoise du ZSU-23-2 |        |
| Canon antiaérien                   | L/70        | Suède            | 90             | 40 mm                            |        |
| Canon antiaérien                   | S-60        | Union soviétique | 200            | 57 mm                            |        |

## Équipements d'infanterie

### Armement

#### Armes de poing
| Nom         | Type                      | Calibre   | Origine            | Version                  | Image | Remarques |
| ----------- | ------------------------- | --------- | ------------------ | ------------------------ | ----- | --- |
| Browning GP | Pistolet semi-automatique | 9x19mm    | Belgique Indonésie | Pindad P1 Pindad P2      |       | Arme standard de l'Armée indonésienne. Environ 30 000 modèles fabriqués en version P1 et 2 000 en version P2. Actuellement en remplacement par le G2. |
| Pindad G2   | Pistolet semi-automatique | 9x19mm    | Indonésie          | G2 Combat                |       | Arme standard de l'Armée indonésienne, en remplacement du Browning GP.                                                                                |
| HS2000      | Pistolet semi-automatique | 9x19mm    | Croatie            | Inconnu                  |       | |
| HK MK23     | Pistolet semi-automatique | .45 ACP   | Allemagne          | Mark 23                  |       | Utilisé par les forces spéciales indonésiennes (Kopassus).                                                                                            |
| P226        | Pistolet semi-automatique | 9x19mm    | Suisse             | P226 P228                |       | Utilisé par les forces spéciales indonésiennes (Kopassus).                                                                                            |
| Beretta 92  | Pistolet semi-automatique | 9x19mm    | Italie             | Beretta 92SB Beretta 92F |       | Utilisé par les forces spéciales indonésiennes (Kopassus).                                                                                            |
| Five-Seven  | Pistolet semi-automatique | 5.7×28 mm | Belgique           | Five-Seven               |       | Utilisé par les forces spéciales indonésiennes (Kopassus).                                                                                            |
| Glock       | Pistolet semi-automatique | 9x19mm    | Autriche           | Glock 17 Glock 19        |       | Utilisé par les forces spéciales indonésiennes (Kopassus).                                                                                            |
| Walther PP  | Pistolet semi-automatique | .32 ACP   | Allemagne          | PPK                      |       | Utilisé par les forces spéciales indonésiennes (Kopassus).                                                                                            |
| M1911       | Pistolet semi-automatique | .45 ACP   | États-Unis         | Inconnu                  |       | En quantité limitée. |
| Daewoo K5   | Pistolet semi-automatique | 9x19mm    | Corée du Sud       | K5                       |       | En quantité limitée. |
| TT-33       | Pistolet semi-automatique | 9x19mm    | Union soviétique   | TT-33                    |       | En quantité limitée. |

## L'armée et les droits de l'homme en Indonésie

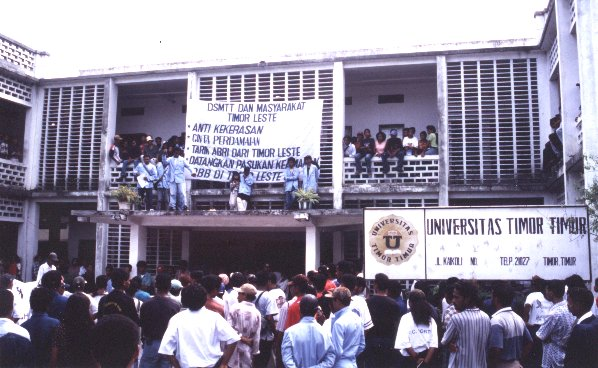
Manifestation contre l'armée indonésienne ("ABRI" sur la banderole) à l'université de Timor oriental en novembre 1998

#### Fusils à pompe
| Nom        | Type                    | Calibre | Origine | Version | Photo | Remarques                                                  |
| ---------- | ----------------------- | ------- | ------- | ------- | ----- | ---------------------------------------------------------- |
| Benelli M3 | Fusil à pompe de combat | .12     | Italie  | M3T     |       | Utilisé par les forces spéciales indonésiennes (Kopassus). |
| SPAS-12    | Fusil à pompe de combat | .12     | Italie  | SPAS-12 |       | Utilisé par les forces spéciales indonésiennes (Kopassus). |

#### Fusil automatique et semi-automatique
| Nom         | Type              | Calibre      | Origine            | Version                                                           | Photo | Remarques                                                          |
| ----------- | ----------------- | ------------ | ------------------ | ----------------------------------------------------------------- | ----- | ------------------------------------------------------------------ |
| Pindad SS-2 | Fusil d’assaut    | 5,56 × 45 mm | Indonésie          | SS2-V1 SS2-V1 A1 SS2-V2 SS2-V2 A1 SS2-V4 SS2-V5 SS2-V5 A1 SS2-V5C |       | Arme de service standard de l'armée Indonésienne à partir de 2006. |
| FN Minimi   | Fusil mitrailleur | 5,56 × 45 mm | Belgique Indonésie | FN Minimi SM-3                                                    |       | Produit sous licence.                                              |